# Awra Amba

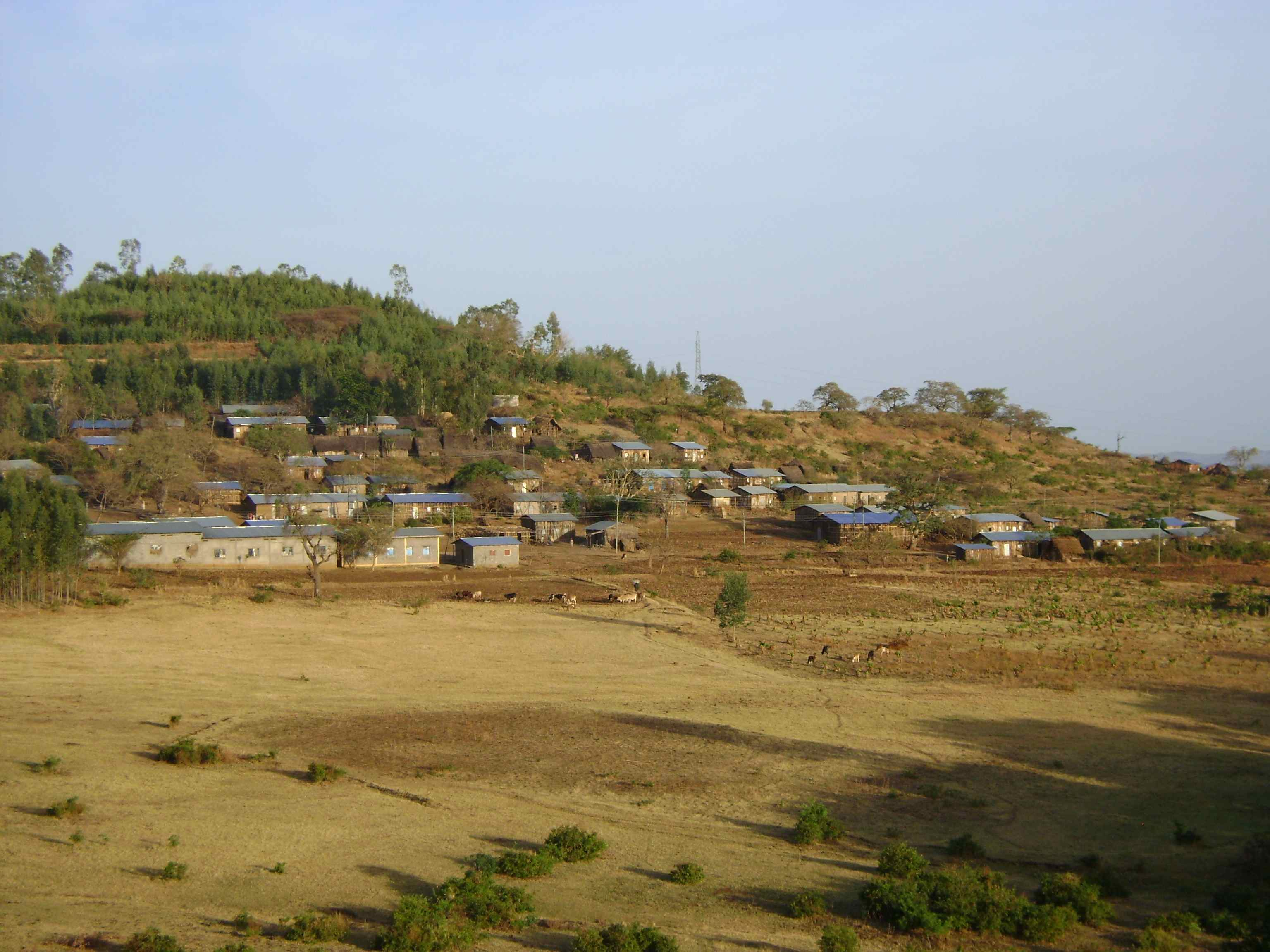
Awra Amba

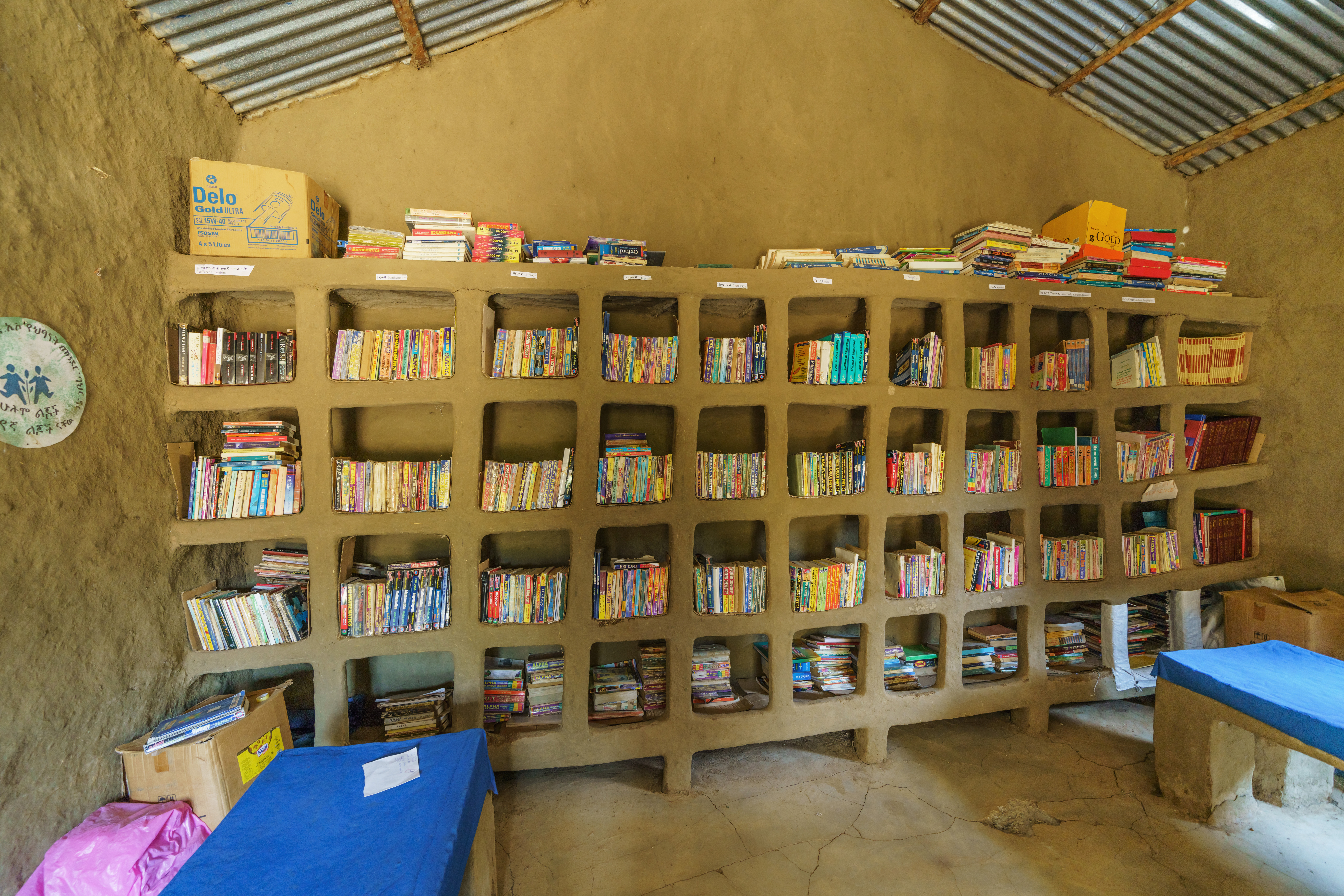
Biblioteca ubicada en Awra amba

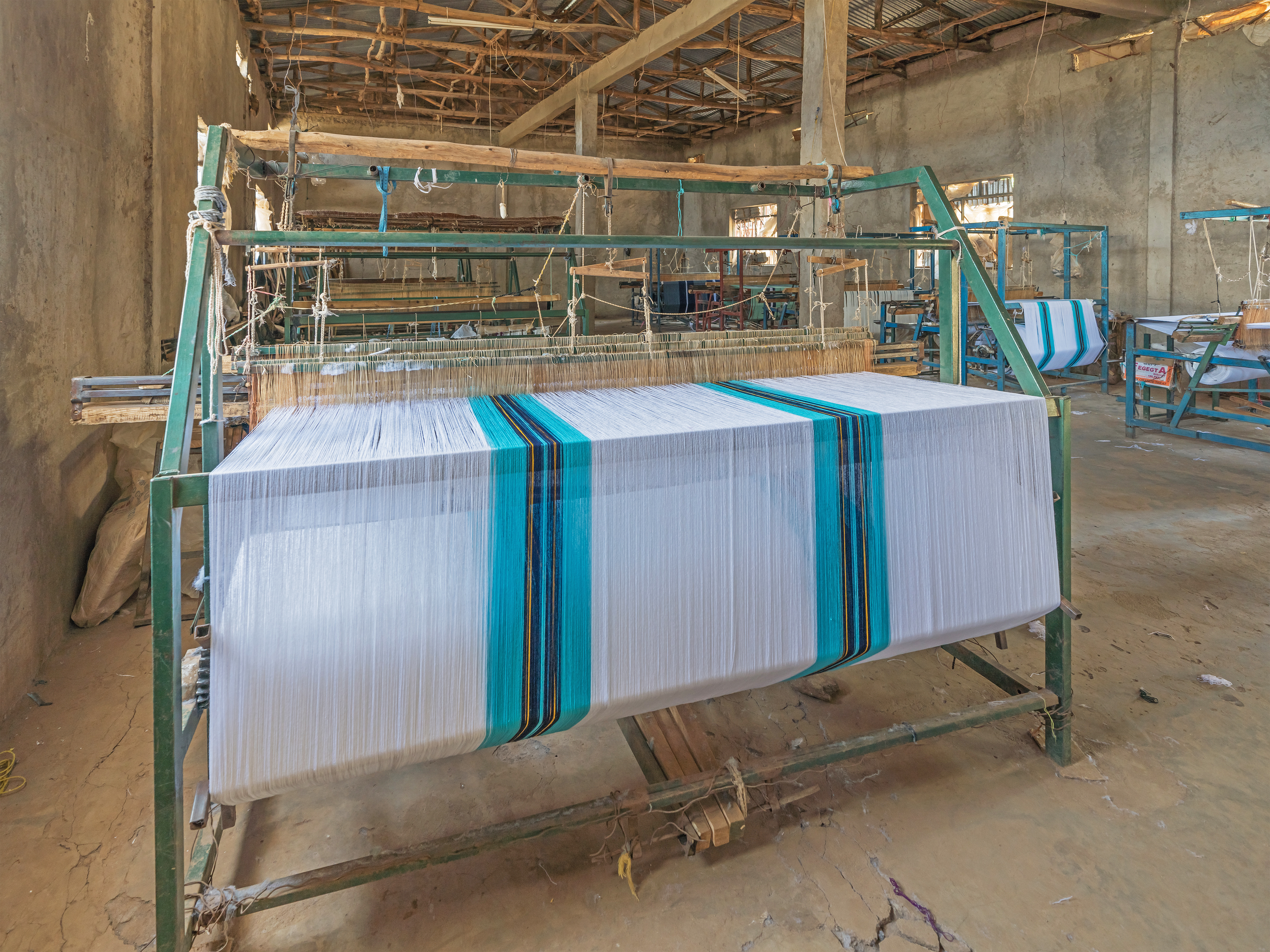
Fabricación de tejidos

Awra Amba es una comunidad intencional etíope de alrededor de 463 personas, situada a 73 kilómetros al este de Bahir Dar en el woreda Fogera de la Zona Gondar Sur al norte del país. Fue fundada en 1980 con el objetivo de resolver problemas socioeconómicos a través de la ayuda mutua en un entorno de igualitarismo, en marcado contraste con las normas tradicionales de la sociedad Amhara. El nombre significa "Cima de Colina" en Amhárico .
Awra Amba fue fundada por Zumra Nuru, quien actualmente se desempeña como copresidente de la comunidad, con otras 19 personas que compartieron su visión. A partir de 2016, Awra Amba cuenta con unos 450 miembros y es elogiada como un modelo a seguir para combatir la pobreza y promover la igualdad de género en un país donde las mujeres están generalmente subordinadas a los hombres.

## Descripción
El hecho de que sus miembros trabajen juntos, sean diligentes, disciplinados y seguros de sí mismos hace que la comunidad Awra Amba sea distinta de las otras comunidades Amhara. Las mujeres tienen los mismos derechos que los hombres y no hay distinción en las división del trabajo entre ambos géneros. Las personas en la comunidad no profesan ninguna religión en particular a diferencia de  la mayoría de las comunidades en Etiopía. Creen en el trabajo duro y en ser buenos con las personas. Mantienen sus casas y sus alrededores limpios. El robo es visto como un acto obsceno.
La comunidad sufre de ostracismo, ya que no pertenece a ninguna de las dos agrupaciones religiosas principales: el cristianismo o el islam . Por esta razón, los miembros de la comunidad no recibieron tierras agrícolas para cultivar, sino que fueron empujados hacia el rincón más infértil e infestado de malaria del distrito. Como no pueden vivir de las actividades agrícolas, se han diversificado en el negocio del tejido, utilizando telares tradicionales y algunos más modernos. La Agencia Regional de Desarrollo Empresarial de Micro y Pequeña Escala les proveyó de tres molinos para granos con el que ofrecen un servicio de molienda a los agricultores vecinos. La comunidad espera ganar más dinero para construir sistemas de agua potable, alcantarillado, allanar el camino y crear un fondo de educación para los niños.
La aldea es única, no solo por sus actitudes hacia la identidad de género, la religión y la educación, sino también por la seguridad social que proporciona a sus miembros necesitados. Hay comités formales para brindar servicios que incluyen: educación, recepción de invitados y turistas, cuidado y atención a enfermos, ancianos y niños, así como la salud de la comunidad en general. Han establecido una campaña de alfabetización para adultos, una biblioteca y una escuela primaria. A pesar de vivir en una cultura que practica el matrimonio temprano, la gente de Awra Amba decidió que las mujeres deberían casarse solo después de cumplir los 18 años, y los varones recién a partir de los 22 años.
El éxito de la comunidad la ha convertido en un sujeto de numerosos estudios. "Tantos líderes cristianos y musulmanes de todas partes (de las regiones de Etiopía) y algunos de afuera han visitado el pueblo por la fama ganada alrededor de el esfuerzo por eliminar la pobreza", dice Mulgeta Wuletaw, administradora del gobierno regional y miembro del parlamento etíope . Otro partidario es Mohammed Mussa, un consultor de desarrollo rural que preparó un estudio de caso sobre la aldea para el Banco Mundial . "Esta es una iniciativa extraordinaria dentro de una comunidad tradicional y conservadora", dice. "Es un buen ejemplo para otras comunidades etíopes, e incluso más allá de Etiopía, por su igualdad de género, su ética de trabajo y su sistema de seguridad social".